# Karasu (zdrojnice Eufratu)
Karasu („Černá řeka“) nebo Západní Eufrat, turecky Karasu Nehri, případně na dolním toku už Fırat (= Eufrat), starořecky Τηλεβόας (Téleboas), je řeka ve východním Turecku (provincie Erzincan a Erzurum). Je 470 km dlouhá a má povodí má o rozloze asi 22 000 km². Je pravou, kratší zdrojnicí Eufratu.

## Průběh toku
Pramení v pohoří Kargapazarı, odkud stéká do široké doliny s městem Erzurum. Odsud teče zhruba západním směrem, převážně hlubokou soutěskou, která se rozšiřuje ještě mezi městy Çayırlı a Tercan a níže u města Erzincan. Pod městem İliç obrací směr k jihu a u Kemaliye začíná vzdutí Kebanské přehrady. V ní se Karasu stéká s Muratem a vzniká Eufrat.

## Vodní stav
Nejvyšší vodnost je na jaře a nejmenší v létě.

## Využití
Využívá se na splavování dřeva. Údolím toku vede několik set kilometrů železniční trati Ankara – Çetinkaya – Kars.